# La vida según Muriel
La vida según Muriel es una película argentina dirigida por Eduardo Milewicz que se estrenó el 28 de agosto de 1997, con las actuaciones de Soledad Villamil, Inés Estévez y Federico Olivera.

## Sinopsis
Es la historia de dos mujeres que viven en soledad pero son atentamente observadas por una niña que hace su propio análisis del comportamiento de ambas, con su mirada inocente pero no por ello menos dotada de sabiduría.
- Reseña de La vida según Muriel, film de Eduardo Milewicz. Fuente:. Publicación de la revista La vereda de enfrente, número 11, Buenos Aires, septiembre de 1997.[1]

## Dirección y argumentación
Dirigida por Eduardo Milewicz, siendo su debut cinematográfico; escrita por Eduardo Milewicz y Susana Silvestre.

## Reparto
- Soledad Villamil como Laura.
- Inés Estévez como Mirta.
- Federico Olivera como Tony.
- Jorge Perugorría como Ernesto.
- Florencia Camiletti como Muriel.
- Carolina Valverde como Jimena.
- Gonzalo Salama como Manuel.
- María Lepret
- Nahuel Mutti
- Beba Quintana
- Bruno Quintana
- Oscar Carranza
- Eduardo Oscar Tuneu

## Equipo Técnico
- Producción ejecutiva: Liliana Liberman y Mario Pinto.
- Jefe de Producción: Sergio Bellotti y Gustavo Siri.
- Asistente de Dirección: Paula Hernández.
- Fotografía: Esteban Sapir.
- Dirección de arte: Daniel Gimelberg.
- Asistente de producción: Cristian Marini.
- Ayudante de dirección: María Fabiana Castaño.
- Música: Bob Telson.
- Sonido: Guido Beremblun.
- Montaje: Marcela Sáenz.
- Coordinación de producción: Alejandro Bellotti.
- Fotografía 2.ª unidad: Paula Grandío.
- Ambientación: Federico Ostrofsky.
- Microfonista: Álvaro Felipe Silva Wuth.
- Asistente de Cámara: Vanesa Ritaco.
- Iluminador: Ignacio Mucich.
- Asistente de montaje: Laura Bua.
- Vestuario: Alejandra Erhart.
- Maquillaje: Marisa Amenta.

## Otras características
1. Filmación en "Color"
2. Apta mayores de 13 años

## Detalles de rodaje
En Villa La Angostura, en la República Argentina, es el escenario donde se desarrolla la filmación.